# حسن و مرقص
حسن و مرقص (عربی: حسن ومرقص) فیلمی در ژانر کمدی به کارگردانی رامی امام است که در سال ۲۰۰۸ منتشر شد. از بازیگران آن می‌توان به عادل امام و عمر شریف اشاره کرد.